# 威氏棘冰魚
威氏棘冰魚為輻鰭魚綱鱸形目南極魚亞目鱷冰魚科的其中一種，分布於南冰洋海域，棲息深度200-800公尺，本魚體狹長，吻尖，體淺灰色，腹部銀白色，眼眶脊具鋸齒，背鰭硬棘5-8枚；背鰭軟條38-42枚；臀鰭軟條32-36枚，體長可達43公分，棲息在大陸棚，屬肉食性，以磷蝦、魚類等為食，繁殖期在冬季，為企鵝及海豹的主要獵物，可做為食用魚。